# Brandenburger Tor (Potsdam)

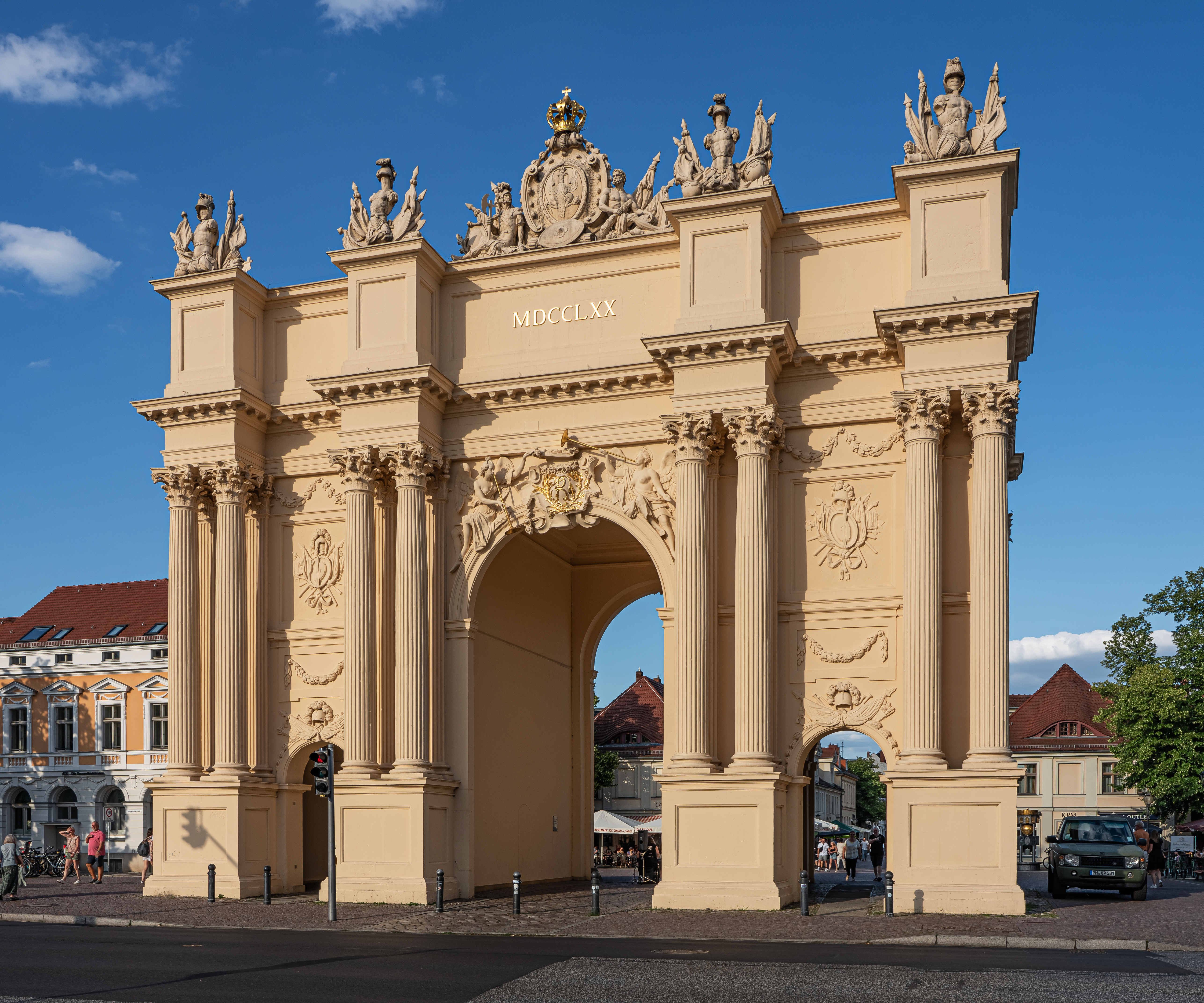
Feldseite von Georg Christian Unger

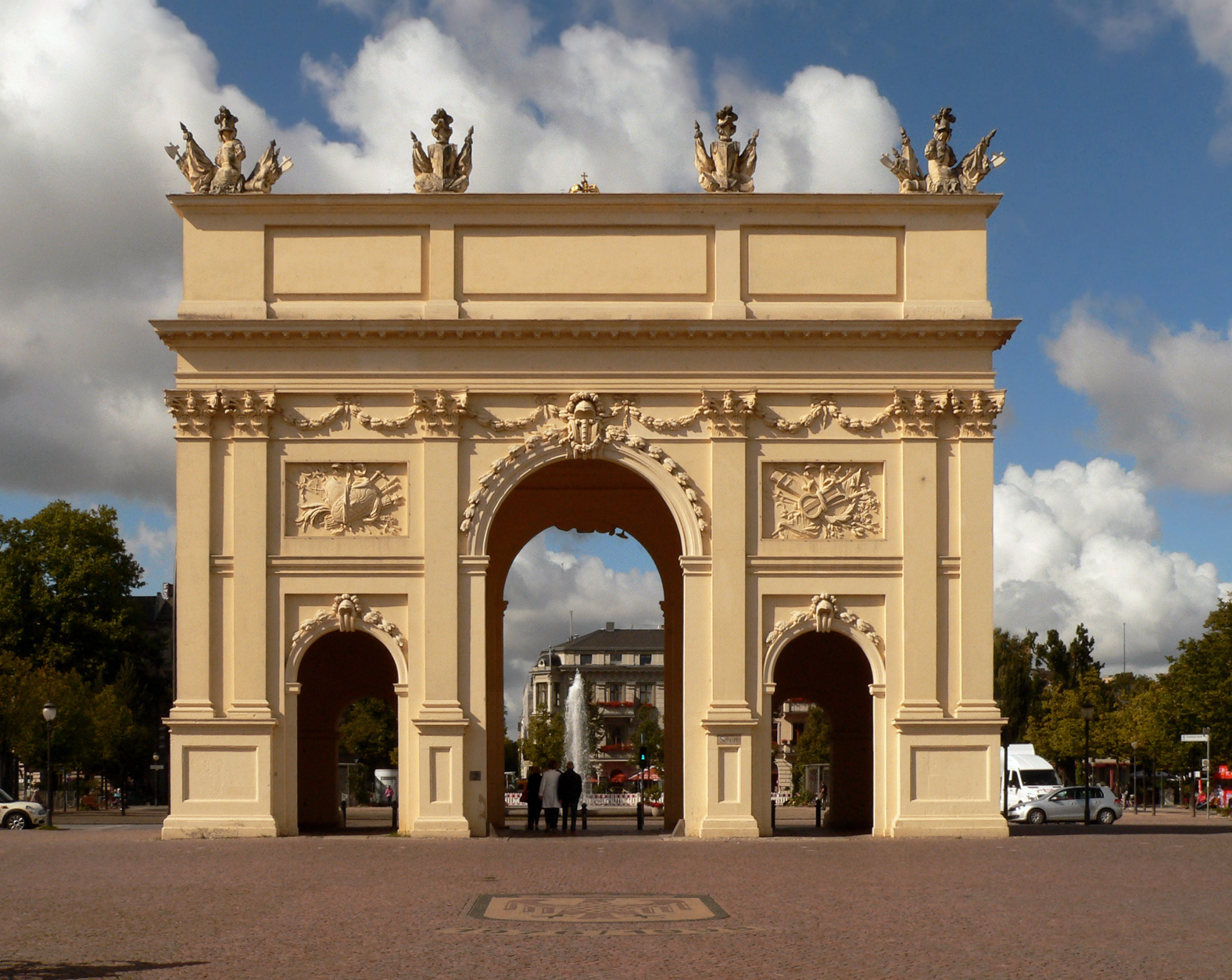
Stadtseite von Carl von Gontard

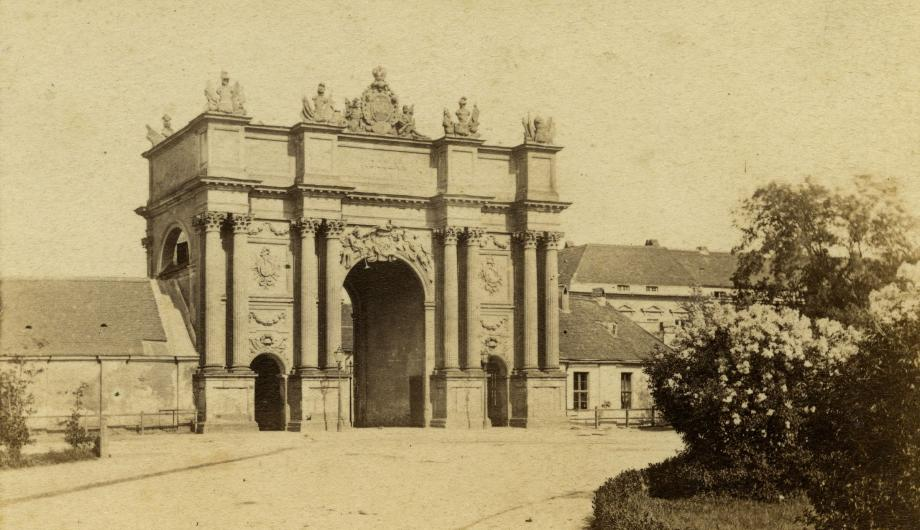
Feldseite um 1865

Das Brandenburger Tor am Luisenplatz in Potsdam wurde 1770/71 von Carl von Gontard und Georg Christian Unger im Auftrag Friedrichs II. gebaut. Es steht am westlichen Ende der Brandenburger Straße, die in gerader Linie bis zur Kirche St. Peter und Paul verläuft. Es ist neben dem Jägertor und dem Nauener Tor eines der drei erhaltenen Stadttore von Potsdam.
Früher, 1733, gab es an derselben Stelle ein anderes, einfacheres Tor, das einem Stadttor ähnelte. Zusammen mit der Stadtmauer, einer Art Zollmauer oder Akzisemauer, und den anderen Toren sollte es die Desertion und den Schmuggel unterbinden.
Gegen Ende des Siebenjährigen Krieges ließ Friedrich der Große das alte Tor abtragen und an dieser Stelle ein neues, das Brandenburger Tor, als Zeichen des Sieges bauen. Aus diesem Grund sieht das Brandenburger Tor auch einem römischen Triumphbogen ähnlich. Als Vorbild diente der Konstantinsbogen in Rom. Der römische Einfluss im Baustil ist unter anderem in den korinthischen Doppelsäulen sowie in dem kräftig verkröpften Gebälk wiederzuerkennen.
Charakteristisch für das Brandenburger Tor sind seine zwei vollständig unterschiedlich gestalteten Seiten, die auf zwei Architekten zurückgehen: Carl von Gontard entwarf die Stadtseite, sein Schüler Georg Christian Unger die Feld- oder Landseite. Gontard gestaltete die Stadtseite als Putzfassade mit korinthisierenden Lisenen und Trophäen, Unger die Feldseite in Anlehnung an den Konstantinsbogen mit korinthischen Doppelsäulen und Verzierungen wie die goldenen Trompeten. Die beiden seitlichen Durchgänge für Fußgänger wurden erst 1843 unter Friedrich Wilhelm IV. hinzugefügt, um dem erhöhten Passagieraufkommen gerecht zu werden.
Man musste damals das Brandenburger Tor passieren, wenn man sich auf den Weg zur Stadt Brandenburg begeben wollte, daher der Name. Das Tor führt den Wanderer über die innerstädtische Fußgängerzone Brandenburger Straße in östlicher Richtung zur Peter-und-Paul-Kirche.
Seit dem Abbruch der Stadtmauer um 1900 ist das Brandenburger Tor ein freistehendes Bauwerk.